# Copa de baloncesto de los Países Bajos
La Copa de Baloncesto de los Países Bajos también conocida en neerlandés como NBB-Beker es la competición de copa de baloncesto de los Países Bajos. La disputan 8 equipos en formato final eight, eliminatorias a un único partido. Entre 1977 y 1990 los equipos de la Eredivisie no la disputaron.

## Finales
| Temporada | Ganador                                      | Resultado                                    | Finalista                                    | Pabellón                                     | Localización                                 |
| --------- | -------------------------------------------- | -------------------------------------------- | -------------------------------------------- | -------------------------------------------- | -------------------------------------------- |
| 1967–68   | SVE Utrecht                                  | 81–79                                        | Landlust Amsterdam                           |                                              | Ámsterdam                                    |
| 1968–69   | Flamingo's Haarlem                           | 52–37                                        | Lions Zandvoort                              |                                              | Utrecht                                      |
| 1969–70   | Flamingo's Haarlem                           | 86–84                                        | Punch Delft                                  |                                              | Utrecht                                      |
| 1970–71   | Levi's Flamingo's Haarlem                    | 103–82                                       | FIAT Stars Amsterdam                         |                                              | Haarlem                                      |
| 1971–72   | Mars Energie Stars                           | 86–84                                        | Factotum Punch Delft                         |                                              | Haarlem                                      |
| 1972–73   | FIAT Stars Amsterdam                         | 92–82                                        | Transol Rotterdam-Zuid                       |                                              | Voorschoten                                  |
| 1973–74   | Raak Punch Delft                             | 85–70                                        | Levi's Flamingo's Haarlem                    |                                              | Ámsterdam                                    |
| 1974–75   | Arke Stars Enschede                          | –                                            | Transol Rotterdam-Zuid                       |                                              | Enschede                                     |
| 1975–76   | Buitoni Haarlem                              | 73–67                                        | Pioneer Punch Delft                          |                                              | Leiden                                       |
| 1976–77   | Vastgoed Strijen Oud-Beijerland              | 94–89                                        | Hertogballers Den Bosch                      |                                              | Den Haag                                     |
| 1977–78   | VAK Stars Leiden                             | 86–84                                        | Hertogballers Den Bosch                      |                                              | Utrecht                                      |
| 1978–79   | Celeritas                                    | 86–84                                        | ASVU Amstelveen                              |                                              | Almere                                       |
| 1979–80   | PSV Alonte Eindhoven                         |                                              |                                              |                                              |                                              |
| 1980–81   | Snel Reizen                                  |                                              |                                              |                                              |                                              |
| 1981–82   | DAS Delft                                    |                                              |                                              |                                              |                                              |
| 1982–83   | Green Eagles Maassluis                       |                                              |                                              |                                              |                                              |
| 1983–84   | Kinheim Haarlem                              |                                              |                                              |                                              |                                              |
| 1984–85   | AMVJ Rotterdam                               |                                              |                                              |                                              |                                              |
| 1985–86   | BVO Alphen aan de Rijn                       |                                              |                                              |                                              |                                              |
| 1986–87   | Lokomotief Rijswijk                          | 91–91, 86–82                                 | WGW Den Helder                               |                                              | Den Helder, Rijswijk                         |
| 1987–88   | FAC Den Helder                               | 68–65, 71–66                                 | BV Aalsmeer                                  |                                              | Den Helder, Aalsmeer                         |
| 1988–89   | Waddinxveen Flyers                           | 88–91, 83–71                                 | BV Hoofddorp                                 |                                              | Waddinxveen, Hoofddorp                       |
| 1989–90   | ESTS Akrides IJmuiden                        | 116–90, 102–76                               | Gunco Rotterdam                              |                                              | Róterdam, IJmuiden                           |
| 1990–91   | Bestmate Akrides Haarlem                     | 83–74, 90–77                                 | Exact DAS Delft                              |                                              | Haarlem, Delft                               |
| 1991–92   | Commodore Den Helder                         | 97–81, 63–77                                 | Pro-Specs Den Bosch                          |                                              | Den Helder, 's-Hertogenbosch                 |
| 1992–93   | Canoe Jeans Den Bosch                        | 80–83, 101–82                                | Selex BS Weert                               |                                              | Weert, 's-Hertogenbosch                      |
| 1993–94   | Mustang Jeans Den Helder                     | 84-75                                        | Lanèche BS Weert                             |                                              | Den Helder                                   |
| 1994–95   | Den Braven GOBA Gorinchem                    | 79-72                                        | Mustang Jeans Den Helder                     |                                              | 's-Hertogenbosch                             |
| 1996–97   | Finish Profiles Amsterdam                    | –                                            | RZG Donar                                    | 20–0                                         | –                                            |
| 1997–98   | Ricoh Astronauts                             | 68–66                                        | Hans Verkerk Keukens                         | Apollohal                                    | Ámsterdam                                    |
| 1998–99   | Ricoh Astronauts                             | 85–79                                        | Hans Verkerk Keukens                         | Apollohal                                    | Ámsterdam                                    |
| 1999–00   | Canoe Jeans Den Bosch                        | 89–79                                        | MPC Donar                                    | Martiniplaza                                 | Groningen                                    |
| 2000–01   | Image Center Werkendam                       | 88–87                                        | Vanilla Weert                                | Sporthal Boshoven                            | Weert                                        |
| 2001–02   | EBBC Den Bosch                               | 88–78                                        | EiffelTowers Nijmegen                        | De Horstacker                                | Nijmegen                                     |
| 2002–03   | EiffelTowers Nijmegen                        | 90–88                                        | Ricoh Astronauts                             | Sporthallen Zuid                             | Ámsterdam                                    |
| 2003–04   | Demon Astronauts                             | 65–62                                        | Tulip Den Bosch                              | Sporthallen Zuid                             | Ámsterdam                                    |
| 2004–05   | MPC Capitals                                 | 83–78                                        | Landstede Basketbal                          | Martiniplaza                                 | Groningen                                    |
| 2005–06   | Demon Astronauts                             | 61–60                                        | Rotterdam Basketbal                          | Topsportcentrum                              | Róterdam                                     |
| 2006–07   | Matrixx Magixx                               | 70–60                                        | Hanzevast Capitals                           | Topsportcentrum                              | Almere                                       |
| 2007–08   | EiffelTowers Den Bosch                       | 93–82                                        | MyGuide Amsterdam                            | Topsportcentrum                              | Almere                                       |
| 2008–09   | EiffelTowers Den Bosch                       | 70–64                                        | EclipseJet MyGuide Amsterdam                 | Topsportcentrum                              | Almere                                       |
| 2009–10   | Zorg en Zekerheid Leiden                     | 88–63                                        | ABC Amsterdam                                | Topsportcentrum                              | Almere                                       |
| 2010–11   | GasTerra Flames                              | 67–55                                        | WCAA Giants                                  | Topsportcentrum                              | Almere                                       |
| 2011–12   | Zorg en Zekerheid Leiden                     | 88–74                                        | Magixx Playing for KidsRights                | Topsportcentrum                              | Almere                                       |
| 2012–13   | EiffelTowers Den Bosch                       | 73–61                                        | Landstede Basketbal                          | Topsportcentrum                              | Almere                                       |
| 2013–14   | GasTerra Flames                              | 79–71                                        | Zorg en Zekerheid Leiden                     | Landstede Sportcentrum                       | Zwolle                                       |
| 2014–15   | Donar                                        | 78–70                                        | SPM Shoeters Den Bosch                       | Landstede Sportcentrum                       | Zwolle                                       |
| 2015–16   | SPM Shoeters Den Bosch                       | 58–57                                        | Zorg en Zekerheid Leiden                     | Landstede Sportcentrum                       | Zwolle                                       |
| 2016–17   | Donar                                        | 78–58                                        | Landstede Basketbal                          | MartiniPlaza                                 | Groningen                                    |
| 2017–18   | Donar                                        | 87–71                                        | ZZ Leiden                                    | MartiniPlaza                                 | Groningen                                    |
| 2018–19   | ZZ Leiden                                    | 87–69                                        | Landstede Basketbal                          | Landstede Sportcentrum                       | Zwolle                                       |
| 2019–20   | No se disputó debido a la pandemia covid-19. | No se disputó debido a la pandemia covid-19. | No se disputó debido a la pandemia covid-19. | No se disputó debido a la pandemia covid-19. | No se disputó debido a la pandemia covid-19. |
| 2020–21   | Basketball Academie Limburg                  | 98–88                                        | Yoast United                                 | Landstede Sportcentrum                       | Zwolle                                       |
| 2021–22   | Donar                                        | 76–71                                        | Heroes Den Bosch                             | MartiniPlaza                                 | Groningen                                    |
| 2022–23   | ZZ Leiden                                    | 72-70                                        | Landstede Hammers                            | Landstede Sportcentrum                       | Zwolle                                       |
| 2023–24   | Heroes Den Bosch                             | 89-82                                        | Landstede Hammers                            | Topsportcentrum                              | Almere                                       |